# Arrivederci, Fiero
Arrivederci, Fiero är det sjuttonde avsnittet av andra säsongen av TV-serien How I Met Your Mother. Det hade premiär på CBS den 26 februari 2007.

## Sammandrag
Marshalls bil är på reparation. Han tänker tillbaka på alla äventyr han haft med bilen. 

## Handling
Ted och Marshall åker i Marshalls Pontiac Fiero. Mätaren ska precis slå om till 200 000 miles, så Marshall är exalterad över att hans bil har tjänat honom så länge. Han kör emellertid ner i ett hål i marken, så att Fieron stannar alldeles före milstolpen.
På verkstaden är Marshall nedstämd. Vännerna berättar historier om Fieron. Marshall berättar om när hans bröder fick honom att åka naken genom en drive-in och beställa tolv koppar kaffe. Sedan dess har han aldrig tillåtit mat eller dryck i bilen. Ted berättar om när Marshall erbjöd honom skjuts till Ohio när de gick i college. De körde vilse, hamnade i en snöstorm och fick övernatta i bilen.
Lily och Robin erkänner att de en gång använde bilen för att hämta thaimat. De spillde i passagerarsätet, men tvättade det. Barney kan inte förstå att man kan ha känslor för en bil. Ted berättar då om när han skulle försöka lära Barney att köra i Fieron. Barney blev rädd för att köra bil, trots att han aldrig lämnade parkeringsplatsen eller kom upp i någon högre hastighet.
Verkstaden får inte igång bilen. De fem försöker knuffa den så att mätaren går över 200 000 miles, men de får ge upp och ta farväl av Fieron. Pengarna de får för att sälja bildelarna räcker till att betala gängets nästa två krognotor.

## Kulturella referenser
- Varje gång de åker i bilen spelas låten "I'm Gonna Be (500 Miles)".
- När Ted och Marshall fångas av snöstormen säger Ted att Marshall kan klyva honom på mitten som en tauntaun om han dör. Det refererar till en scen i Star Wars-filmen Rymdimperiet slår tillbaka.
- När Robin instruerar Lily om hur man städar upp thaimaten i Fieron anspelar det på scenen i filmen Pulp Fiction där karaktären Mr Wolf instruerar Vincent och Jules om att städa upp efter ett lik i en bil.
- Marshall kallar Fieron "the freaking Giving Tree of cars" ("bilarnas motsvarighet till Gåvoträdet"), vilket är en anspelning på barnboken "The Giving Tree".
- Marshalls minns hur han en gång plockade upp en liftare som var klädd som barnbokskaraktären Waldo.
- När Ted ska lära Barney att köra bil ropar han "Throw me the idol and I'll throw you the whip" - ett citat hämtat från Indiana Jones-filmen Jakten på den försvunna skatten.